# Kenoh
Daisuke Nakae (中栄 大輔, Nakae Daisuke) (né le 1er janvier 1985 à Tokushima) est un catcheur (lutteur professionnel) japonais, qui est principalement connu pour son travail à la Pro Wrestling Noah sous le nom de Kenoh (拳王, Kenō).

## Carrière de catcheur

### Michinoku Pro Wrestling (2007–2015)

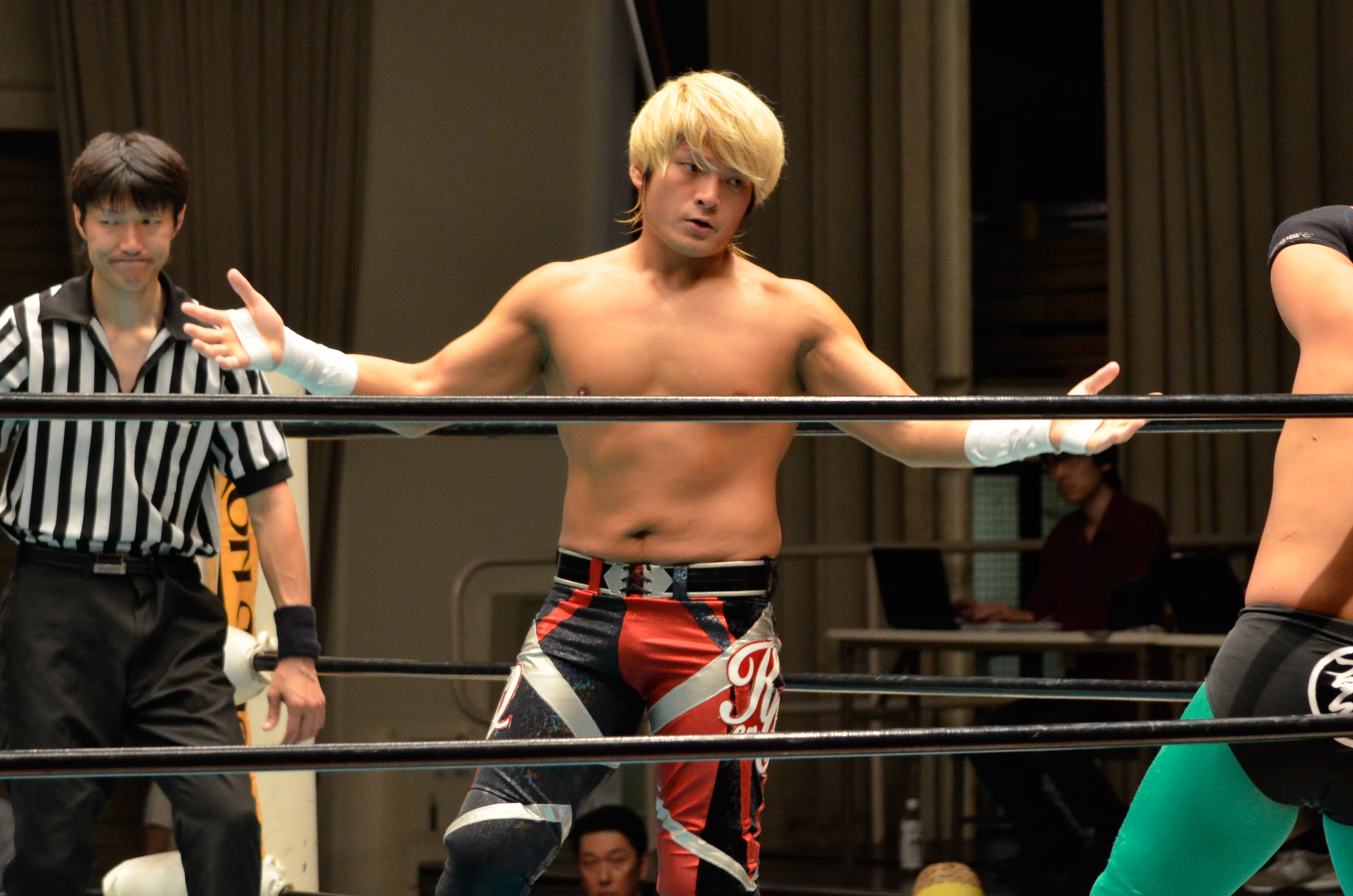
Kenoh en 2015

Lors de 4FW/Michinoku Pro UK Tour - Tag 1, il conserve son titre contre Davey Richards.

### Pro Wrestling Noah (2011, 2014–...)
En 2011, lui et Kenbai ont été envoyés pour participer au NTV G+ Cup Junior Heavyweight Tag League (2011) de la Pro Wrestling Noah, où ils ont obtenu une grande victoire sur l'équipe favorite du tournoi No Mercy (KENTA et Yoshinobu Kanemaru), avec Kenoh épinglant personnellement KENTA. Le 29 octobre, ils perdent contre Atsushi Aoki et Kotarō Suzuki et ne remportent pas les GHC Junior Heavyweight Tag Team Championship.

#### Équipe avec Hajime Ohara (2014-2016)
Il retourne à la Pro Wrestling Noah en 2014 en tant que représentant de la MPW et rejoint le groupe Choukibou-gun, formant une nouvelle équipe avec Hajime Ohara. Le 8 mars, lui et Hajime Ohara perdent contre Yoshinari Ogawa et Zack Sabre, Jr. et ne remportent pas les GHC Junior Heavyweight Tag Team Championship. Le 2 août, ils remportent le NTV G+ Cup Junior Heavyweight Tag League (2014) en battant Quiet Storm et Daisuke Harada en finale. Le 12 octobre, ils battent Atsushi Kotoge et Taiji Ishimori et remportent les GHC Junior Heavyweight Tag Team Championship. Le 1er novembre, ils font une apparition surprise pour la New Japan Pro Wrestling, offrant à Jushin Thunder Liger et Tiger Mask un match pour leurs titres. Le 6 décembre, ils conservent leur titres contre Jushin Thunder Liger et Tiger Mask. Le 27 décembre, ils conservent leur titres contre Pesadilla et Super Crazy dans un Tables, Ladders and Chairs match. Le 18 janvier, ils conservent leur titres contre Genba Hirayanagi et Daisuke Harada. Le 15 mars, ils perdent les titres contre Suzuki-gun (El Desperado et Taka Michinoku) dans un three-way match qui comprenaient également Genba Hirayanagi et Daisuke Harada. Le 11 avril, ils perdent contre Suzuki-gun (El Desperado et Taka Michinoku) et ne remportent pas les GHC Junior Heavyweight Tag Team Championship. Le 19 mars 2016, ils battent Momo no Seishun Tag (Atsushi Kotoge et Daisuke Harada) et remportent les GHC Junior Heavyweight Tag Team Championship pour la deuxième fois. Le 5 avril, ils perdent les titres contre Momo no Seishun Tag.
Le 5 juillet, il bat Genba Hirayanagi dans un four-man tournament final pour gagner l'un des trois spots de la Noah dans le Super J-Cup 2016 de la New Japan Pro Wrestling. Le 20 juillet, il bat Gurukun Mask dans son match de premier tour. Le 21 août, il est éliminé du tournoi par le IWGP Junior Heavyweight Champion Kushida. Le 25 août, il perd contre Yoshinobu Kanemaru et ne remporte pas le GHC Junior Heavyweight Championship.

#### Division Heavyweight (2016–2019)
Le 23 décembre, après avoir perdu aux côtés de Hajime Ohara contre Takashi Sugiura et Alejandro Saez, il annonce la séparation de son équipe avec Hajime Ohara, déclarant qu'il était fatigué d'être traité comme un Junior Heavyweight quand il sait qu'il peut rivaliser au même niveau que Takashi Sugiura, Naomichi Marufuji et Katsuhiko Nakajima, et qu'il veut se battre pour le GHC Heavyweight Championship.
Le 7 janvier 2017, il fait ses débuts chez les Heavyweight dans un Tag Team Match où lui et Masa Kitamiya battent Akitoshi Saito et Muhammad Yone, et après le match, ils défient les GHC Tag Team Champions Gō Shiozaki et Maybach Taniguchi à un match pour les titres. Le 9 janvier, il perd contre le GHC Heavyweight Champion Katsuhiko Nakajima dans un non-title match, cependant, dans une interview en coulisse, il dit qu'il fera de nouveau face à Nakajima, et que la prochaine fois, le championnat sera en jeu. Le 21 janvier, lui et Masa Kitamiya battent Gō Shiozaki et Maybach Taniguchi et remportent les GHC Tag Team Championship,. Le 24 février, il trahi Masa Kitamiya, forme une alliance avec Takashi Sugiura et rend les GHC Tag Team Championship vacants. Le 12 mars, lui et Takashi Sugiura battent Muhammad Yone et Masa Kitamiya et remportent les vacants GHC Tag Team Championship,. Le 14 avril, ils perdent les titres contre Naomichi Marufuji et Maybach Taniguchi.
Le 19 novembre, il bat Gō Shiozaki en finale du Global League 2017 et remporte le tournoi. Le 22 décembre, il bat Eddie Edwards et remporte le GHC Heavyweight Championship.

#### KONGOH (2020-2023)
Lors de Great Voyage 2019 In Yokohama, Kaito Kiyomiya lui demande d’être son partenaire pour la prochaine Global Tag League, ce qu'il accepte, déclarant qu'ils formeront front uni pour créer une nouvelle scène pour la Noah, nommant leur équipe "KAIOH".
Le 4 mai, lui et Masa Kitamiya perdent contre Kaito Kiyomiya et Maybach Taniguchi ce qui met fin à leur courte rivalité, puis après le match, lui et Kitamiya sont rejoints par Yoshiki Inamura et Atsushi Kotoge avec qui ils forment le clan "KONGOH" (traduit par" Diamonds ") pour protester contre le propriétaire de la NOAH, LIDET Entertainment.
Le 16 septembre, il bat Takashi Sugiura pour remporter le N-1 Victory. Lors du main event de Noah the Best 2019, il perd contre Kaito Kiyomiya et ne remporte pas le GHC Heavyweight Championship.
Lors de la première nuit de Departure 2020, il bat Katsuhiko Nakajima par KO et remporte le GHC National Championship.
Lors de Final Chronicle 2020, il conserve son titre contre Kazushi Sakuraba. Lors de Destination 2021, il conserve son titre contre Masakatsu Funaki,. Lors de The Infinity 2021, il perd le titre contre Kazuyuki Fujita après 229 jours de règne.
Lors de Demolition Stage 2021 In Yokohama, il bat Masaaki Mochizuki et remporte le GHC National Championship pour la deuxième fois et défi après le match Katsuhiko Nakajima à un Double Title Match avec le GHC National Championship et le GHC Heavyweight Championship en jeu.
Lors de Wrestle Kingdom 16 - Tag 3, lui, Katsuhiko Nakajima, Manabu Soya, Tadasuke et Aleja perdent contre Los Ingobernables de Japón (Tetsuya Naitō, Shingo Takagi, Sanada, Hiromu Takahashi et Bushi).
Lors de Destination 2022, il bat Satoshi Kojima et remporte le GHC Heavyweight Championship pour la deuxiéme fois. Le 25 septembre, il perd le titre contre Kaito Kiyomiya.
Le 30 octobre, lui et Katsuhiko Nakajima perdent contre Takashi Sugiura et Satoshi Kojima et ne remportent pas les GHC Tag Team Championship.
Lors de Wrestle Kingdom 17 In Yokohama Arena, il perd contre Tetsuya Naitō.
Lors de Voyage 2023 In Yokohama, lui et Manabu Soya perdent contre Daiki Inaba et Masa Kitamiya et ne remportent pas les GHC Tag Team Championship. Le 21 mars, ils battent Yuma Aoyagi et Naoya Nomura et remportent les AJPW World Tag Team Championship. Lors de Sunny Voyage 2023, ils conservent leur titres contre Kono et Suwama.

#### 3éme GHC Heavyweight Championship (2023-...)
Lors de Demolition Stage 2023 In Fukuoka, il bat Jake Lee et remporte le GHC Heavyweight Championship pour la troisiéme fois. Lors de The New Year 2024, il conserve son titre contre Manabu Soya.

### Dragon Gate (2021–...)
Lors de The Gate Of Destiny 2021, lui et Hao perdent contre Natural Vibes (KING Shimizu et Susumu Yokosuka) et ne remportent pas les Open the Twin Gate Championship.

## Palmarès
- All Japan Pro Wrestling
  - 1 fois AJPW World Tag Team Championship avec Manabu Soya

- Dragon Gate
  - 1 fois Open the Twin Gate Championship avec Shūji Kondō

- Michinoku Pro Wrestling
  - 3 fois Tohoku Junior Heavyweight Championship
  - Futaritabi Tag Team Tournament (2010) avec Rui Hiugaji

- Pro Wrestling NOAH
  - 3 fois GHC Heavyweight Championship
  - 2 fois GHC National Championship
  - 2 fois GHC Tag Team Championship avec Masa Kitamiya (1) et Takashi Sugiura (1)
  - 2 fois GHC Junior Heavyweight Tag Team Championship avec Hajime Ohara
  - Global League/N-1 Victory (2017, 2019)
  - NTV G+ Cup Junior Heavyweight Tag League (2014) avec Hajime Ohara
  - Super J-Cup Qualifying Tournament B (2016)

## Récompenses des magazines
- Pro Wrestling Illustrated

| Année | 2014 | 2015 | 2016 | 2017 | 2018 | 2019 à 2020 | 2021 | 2022 | 2023 | 2024 |
| ----- | ---- | ---- | ---- | ---- | ---- | ----------- | ---- | ---- | ---- | ---- |
| Rang  | 235  | 279  | 250  | 258  | 254  | Non classé  | 175  | 118  | 35   | 35   |